# Wilhelm Ludwig von Bissing
Wilhelm Ludwig von Bissing (12. februar 1682 i Löberitz – 8. april 1762 på Kreckow) var en preussisk general.
Han købte i 1743 herregården Kreckow i Mecklenburg-Strelitz for 27.000 Taler, hvor han i 1744 lod en ny hovedbygning opføre. Han lod også Kreckow Kirke genopføre i 1752 (kirketårnet i 1759) efter skader helt tilbage fra Trediveårskrigens tid.
Han ægtede general Ulrich Otto von Dewitz' enke Christiane Sophie von Lesten (Lehst?) (25. juli 1700 – 1753), datter af meklenborgsk landråd C.W. von Lesten til Dölitz.